# Diocèse d'El Vigía-San Carlos del Zulia
Le diocèse d'El Vigía-San Carlos del Zulia (en latin : Diœcesis Vigilantis-Sancti Caroli Zuliensis ; en espagnol : Diócesis de El Vigía-San Carlos del Zulia) est un diocèse de l'Église catholique au Venezuela, suffragant de l'archidiocèse de Maracaibo.

## Territoire

Carte des diocèses du Venezuela avec le diocèse de El Vigía-San Carlos del Zulia en rouge

Le diocèse est situé sur la région méridionale du lac Maracaibo qui correspond à la partie sud de l'État de Zulia, l'autre partie de cet État est partagé par les diocèses de Machiques et de Cabimas et par l'archidiocèse de Maracaibo. Il possède un territoire de 8 233 km2 divisé en 28 paroisses avec son siège épiscopal à El Vigía où se trouve la cathédrale Notre-Dame-du-Perpétuel-Secours (es). À Santa Cruz del Zulia (Colón), se vénère la relique de la Santa Cruz Aparecida : le 11 novembre 1911, un marin coupe une bûche à la hache, lorsque le bois est coupé en deux, une image de la Croix apparut à chaque extrémité. 

## Histoire
Le diocèse est érigé le 7 juillet 1994 par le pape Jean-Paul II par la constitution apostolique Vigilantis - Sancti Caroli Zuliensis en prenant des territoires du diocèse de Cabimas et des archidiocèses de Maracaibo et de Mérida.

## Évêques
- William Enrique Delgado Silva (1999-2005), nommé évêque de Cabimas
- José Luis Azuaje Ayala (2006-2013), nommé évêque de Barinas
- Juan de Dios Peña Rojas (2015-   )

## Administrateurs apostoliques
- Domingo Roa Pérez (1994-1999), nommé archevêque de Maracaibo
- Luis Alfonso Márquez (2005-2006), nomme évêque auxiliaire de Mérida
- Germán Marín (2013-2015)

## Sources
- http://www.catholic-hierarchy.org